# Pityocera carbo
Pityocera carbo är en tvåvingeart som först beskrevs av Macquart 1850.  Pityocera carbo ingår i släktet Pityocera och familjen bromsar. Inga underarter finns listade i Catalogue of Life.